# Ferdinand I (tysk-romersk kejsare)
Ferdinand I, född 10 mars 1503 i Alcalá de Henares i Spanien, död 25 juli 1564 i Wien, var tysk-romersk kejsare från 1558, kung av Böhmen och Ungern från 1526 och kung av Kroatien från 1527 fram tills sin död. Ferdinand I var son till Filip I av Kastilien och Johanna den vansinniga. Han var kejsar Karl V:s yngre bror och efterträdare (som kejsare).

## Biografi
Ferdinand erhöll vid delningsfördraget i Worms 1521 de österrikiska arvsländerna ärkehertigdömet Österrike, Steiermark, Kärnten och Krain och senare även habsburgarnas besittningar i Schwaben och grevskapet Tyrolen. Samma år gifte han sig med den ungersk-böhmiske kungen Vladislav II:s dotter Anna och efter att hans svåger kung Ludvig II av Ungern hade dött 1526 utsågs han till kung över Böhmen och Ungern. 1527 utsågs han till kung av Kroatien.
Ferdinand blev den egentlige grundaren av den österrikiska monarkin. Ett motparti i Ungern upphöjde emellertid fursten av Siebenbürgen, János Zápolya, till kung och mot honom och hans beskyddare sultan Süleyman I utkämpade Ferdinand under hela sin regeringstid flera strider, bland annat belägringen av Wien som slutade med Ungerns delning mellan Ferdinand och turkarna.
Den 5 januari 1531 valdes Ferdinand till romersk kung och var därefter sin brors ställföreträdare vid de flesta riksdagarna och efterträdde honom 24 mars 1558 som kejsare.
Fördraget i Passau 1552 och religionsfreden i Augsburg 1555 var Ferdinands verk och även om han var en hängiven katolik så var han ändå diplomatisk mot protestanterna eftersom han inte såg det meningsfulla i att undertrycka dem. Han ville även ha en kyrklig försoning enligt teologen Georg Cassanders idéer.

## Familj
Gift med (1521) Anna av Böhmen och Ungern.
Barn:
1. Elisabeth (1526–1545)
2. Maximilian II (1527–1576)
3. Anna Elisabeth (1528–1590)
4. Ferdinand av Tyrolen (1529–1596)
5. Maria (1531–1581), gift med Vilhelm V av Kleve
6. Magdalena (1532–1590)
7. Katarina (1533–1572)
8. Eleonora (1534–1594)
9. Margareta (1536–1567)
10. Johann (1538–1539)
11. Barbara (1539–1572)
12. Karl II av Inre Österrike (1540–1590; gift med Maria av Bayern; deras son var Ferdinand II)
13. Ursula (1541–1543)
14. Helena (1543–1574)
15. Johanna (1547–1578; gift med Frans I av Toscana; deras dotter var Maria av Medici)